# رومتانگین
رومتانگین شهری در شهرستان زیمتنگا در استان بام در بورکینافاسوی شمالی است و جمعیت آن ۸۹۵ نفر است.